# 스켈리 필드 앳 H.A. 챔피언 스타디움
스켈리 필드 앳 H.A. 챔피언 스타디움(Skelly Field at H. A. Chapman Stadium)는 미국 오클라호마주 털사에 위치한 미식축구 경기장이다. 과거 북미 풋볼 리그 오클라호마 아웃로스의 홈경기장으로 사용했다.